# Dolichoderus glauerti
Dolichoderus glauerti é uma espécie de formiga do gênero Dolichoderus.